# ケーブル山上駅 (兵庫県)
ケーブル山上駅（ケーブルさんじょうえき）は、兵庫県川西市奥滝谷にあった能勢電鉄妙見の森ケーブルの駅である。標高460 mに位置した駅であった。

## 概要
妙見の森ケーブルの終着駅であった。妙見の森リフトのふれあい広場駅と乗換ができた。

## 歴史
- 1925年（大正14年）8月1日：妙見鋼索鉄道下部線の中間駅として開業。
- 1944年（昭和19年）2月11日：廃止。
- 1960年（昭和35年）4月22日：能勢電気軌道鋼索線（妙見ケーブル）の山上駅として再開業。
- 1965年（昭和40年）4月1日：ケーブル山上駅に改称。
- 2013年（平成25年）3月16日：「妙見ケーブル」から「妙見の森ケーブル」に改称するとともに[1]、駅舎をログハウス風のものに改装[2]。
- 2023年（令和5年）12月4日：廃止[3]。

## 駅構造

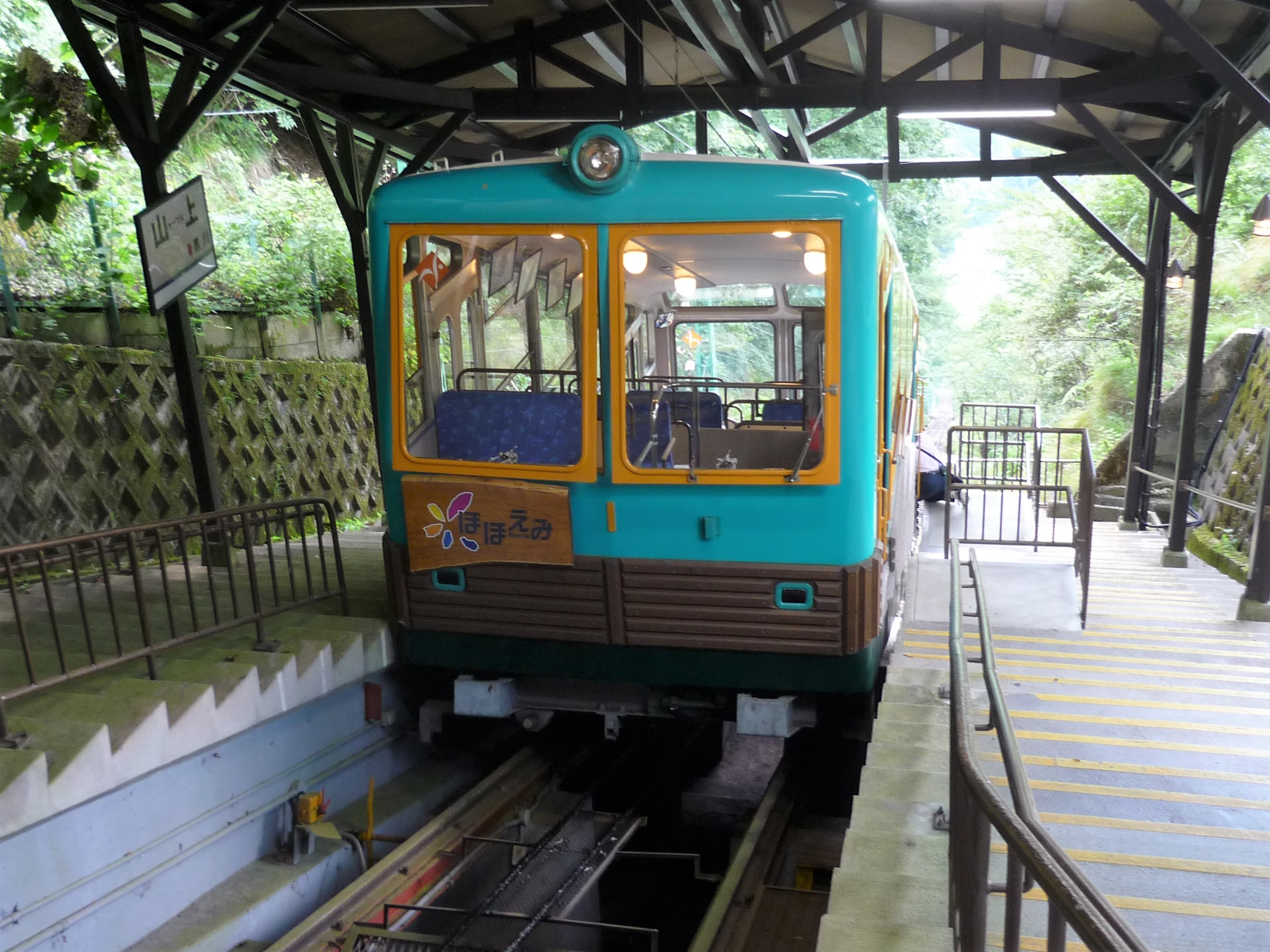
ホーム（2017年8月）

2面1線であり、出口から見て右側が乗車兼降車用、左側が降車用であった（ただし、現在は右側しか使われない）。自動改札機はないが、自動券売機が設置されていた。
駅舎は、戦前の妙見鋼索鉄道当時からのものでなく、1960年（昭和35年）の再開業時に建てられた2代目のものであると考えられる。

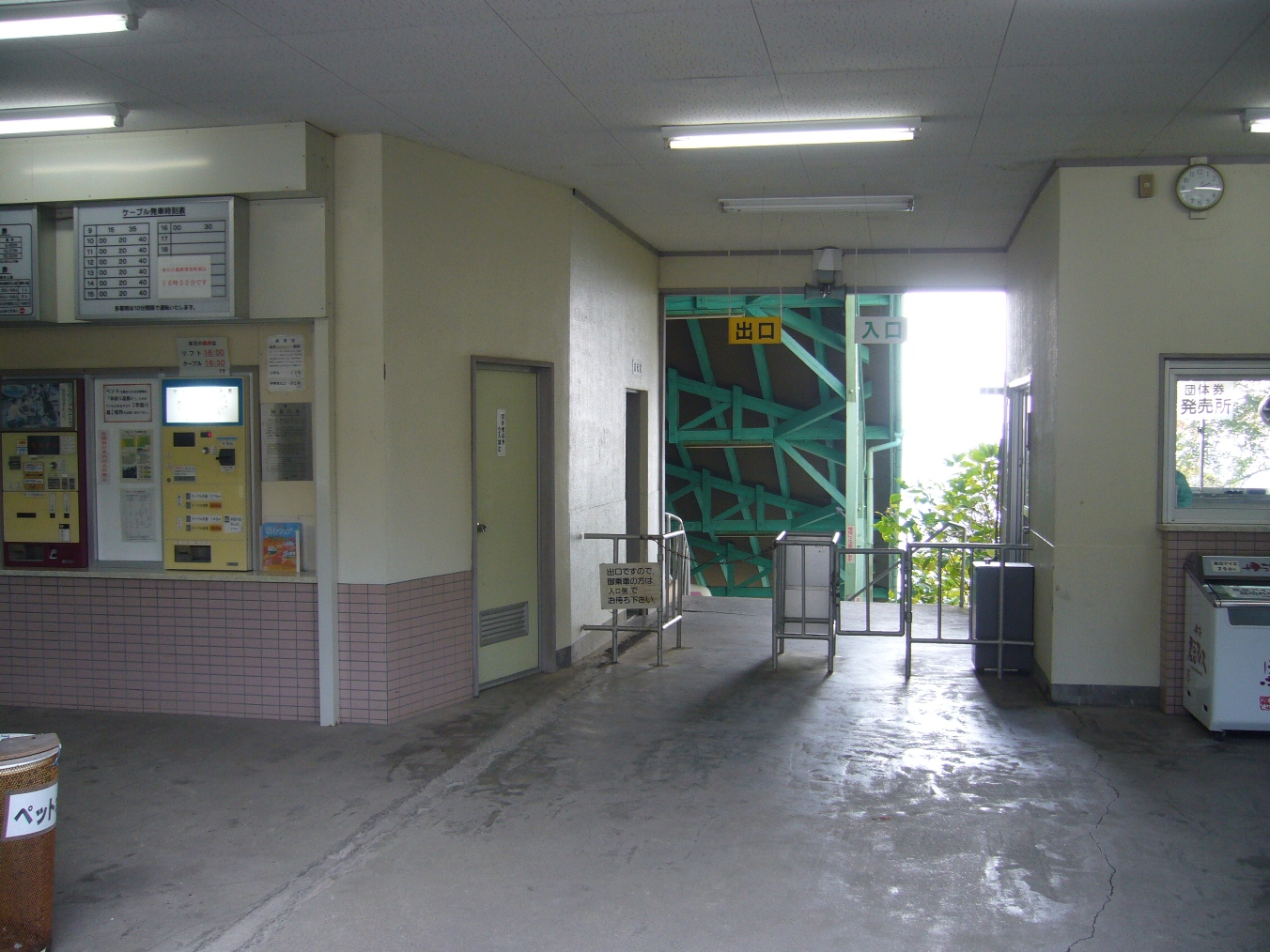
改札（2007年11月）

### 構内図
| 乗車兼降車用 | 改札口 |
| 黒川方面へ   | 改札口 |
| 降車用       | 改札口 |

## 利用状況
2021年（令和3年）の1日あたりの乗降人員は263人であった。
《表の出典：》
| 年     | 乗降人員 |
| ------ | -------- |
| 2011年 | 278      |
| 2012年 | 310      |
| 2013年 | 335      |
| 2014年 | 388      |
| 2015年 | 427      |
| 2016年 | 414      |
| 2017年 | 403      |
| 2018年 | 395      |
| 2019年 | 373      |
| 2020年 | 269      |
| 2021年 | 263      |

## 駅周辺
- 妙見の森 ふれあい広場（2013年3月までの旧称は「妙見の水広場」）

広場では、2001年から2021年まで観光遊覧鉄道（トロッコ列車）のシグナス森林鉄道が運行していた（2022年2月に廃止）。
- 妙見の森リフト ふれあい広場駅（徒歩4分）

## 隣の駅
能勢電鉄
妙見の森ケーブル
黒川駅 - ケーブル山上駅